# 穆特萨二世
爱德华·穆特萨二世（1924年11月19日—1969年11月21日），全名爱德华·弗雷德里克·威廉·大卫·瓦卢盖姆贝·穆特比·卢旺古拉·穆特萨（Edward Frederick William David Walugembe Mutebi Luwangula Mutesa），1939年成为乌干达布干达王国国王（1939—1953年，1955—1966年在位），被称为弗雷迪国王（King Freddie）.，1953年被英国人废黜，1963年至1966年期间出任乌干达总统。1966年又被米尔顿·奥博特废黜。
20世纪40年代，穆特萨受英国驻布干达官员和本国首相的控制，本人威信不高。在1953年卡巴卡危机中，布干达王国在乌干达保护地所占的特殊位置危在旦夕。他在与乌干达总督安德魯·科恩进行交涉时，一点也不让步，坚决要求允许布干达与乌干达的其余部分脱离而独立。他拒绝将英国的正式劝告意见向国会转达，因而遭到逮捕而被放逐。在布干达一些领袖的要求下，1955年回国，在法律上成为立宪君主。乌干达独立后，穆特萨与总理米尔顿·奥博特就布干达王国在乌干达境内的职能及其主权完整问题发生争执。由于奥博特宣布推迟实行宪法，双方冲突迅速升级，1966年穆特萨逃亡英国，后死于伦敦。